# Ion Exchange Letters
Ion Exchange Letters (abrégé en Ion Exch. Lett.) est une revue scientifique trimestrielle à comité de lecture qui publie des articles en libre accès dans les domaines des échanges d'ions, de la sorption et des interactions métal-ligand.
L'actuel directeur de publication est Luděk Jelínek.